# Francesco Quarta
Francesco Paolo Quarta (Pianella, 5 novembre 1869 – Roma, 18 novembre 1963) è stato un magistrato e politico italiano.